# Rhinau
Rhinau (tyska: Rheinau) är en kommun i departementet Bas-Rhin i regionen Grand Est (tidigare regionen Alsace) i nordöstra Frankrike. Kommunen ligger i kantonen Benfeld som tillhör arrondissementet Sélestat-Erstein. År 2022 hade Rhinau 2 699 invånare. Området Rheinau i Tyskland tillhör kommunen.

## Befolkningsutveckling
Antalet invånare i kommunen Rhinau
| Referens: INSEE |